# Gonatocerus californicus
Gonatocerus californicus är en stekelart som beskrevs av Girault 1911. Gonatocerus californicus ingår i släktet Gonatocerus och familjen dvärgsteklar. Inga underarter finns listade i Catalogue of Life.